# Kjeld Veenhuis
Kjeld Veenhuis (Gouda, 30 januari 1995), is een Nederlandse waterpoloër. Hij speelt voor GZC Donk en heeft eerder ook in Spanje gespeeld bij CN Sant Andreu als onderdeel van een samenwerking met de Nederlandse waterpolobond.
Hij is aanvoerder geweest van het Nederlands herenteam en vertegenwoordigde Oranje onder andere tijdens het Olympisch Kwalificatietoernooi, waar hij meerdere keren scoorde.
Naast zijn eigen topsportcarrière is hij actief als coach. Hij is hoofdcoach van het GZC Donk jongens onder 16-team en bondscoach van het Nederlands onder 15-team.
Kjeld combineert zijn passie voor waterpolo met het opleiden van jonge talenten en speelt een belangrijke rol in de ontwikkeling van de sport in Nederland.